# Sensuntepeque
Sensuntepeque è il capoluogo del dipartimento di Cabañas, in El Salvador.